# North American Soccer League 1984
Navigation
NASL 1983
La North American Soccer League 1984 est la dix-septième et dernière édition de la North American Soccer League. Seules neuf équipes s'inscrivent au championnat. Les clubs sont répartis en deux poules géographiques.
Les quatre meilleures équipes (en nombre de points, toutes poules confondues) se qualifient pour la phase finale.
Comme dans d'autres compétitions organisées en Amérique (Ligue nationale de hockey ou NBA), il n'y a ni promotion, ni relégation, un système de franchises est mis en place. Une franchise change de nom à l'intersaison : les Strikers de Fort Lauderdale deviennent les Strikers du Minnesota.
C'est le Sting de Chicago qui remporte cette édition en battant en finale les Blizzard de Toronto, défaits pour la seconde année consécutive en finale. C'est le deuxième titre  de l'histoire du club.

## Les 9 franchises participantes
| Cosmos de New York Blizzard de Toronto Sting de Chicago Strikers du Minnesota Roughnecks de Tulsa Rowdies de Tampa Bay Sockers de San Diego Whitecaps de Vancouver Golden Bay de San José |

| - Division Ouest - Earthquakes de Golden Bay - Strikers du Minnesota - Sockers de San Diego - Roughnecks de Tulsa - Whitecaps de Vancouver | - Division Est - Sting de Chicago - Cosmos de New York - Rowdies de Tampa Bay - Blizzard de Toronto |  |

- Par rapport à la saison précédente : 
  - Les Strikers de Fort Lauderdale deviennent les Strikers du Minnesota.
  - Le Team America, le Manic de Montréal, les Sounders de Seattle disparaissent.

## Format
Les clubs sont répartis en 2 divisions.
Toutes les équipes disputent 24 rencontres réparties comme suit : 
- 3 rencontres (deux à domicile et deux à l'extérieur) contre quatre équipes
- 3 rencontres (une à domicile et deux à l'extérieur) contre les quatre autres équipes.

Les exceptions sont Golden Bay et Vancouver. Golden Bay ayant une réception de plus aux dépens de Vancouver.
- Il n'y a pas de match nul. En cas d'égalité au bout de 90 minutes, une séance de tirs au but a lieu. Contrairement à une séance de tirs au but classique, les joueurs partent des 35 yards (environ 32 mètres du but) et ont cinq secondes pour tirer au but.
- Le barème de points est le suivant :
  - Victoire dans le temps réglementaire : 6 points
  - Victoire aux tirs au but : 4 points
  - Défaite : 0 point
  - Un point de bonus est accordé par but marqué dans la limite de 3 buts par match.
- Les champions de divisions et les deux meilleurs bilans restants se qualifient pour les séries éliminatoires.

## Phase régulière

### Division Est
| Rang | Équipe               | Pts | J  | G  | Gt | P  | Bp | Bc | Diff |    |
| ---- | -------------------- | --- | -- | -- | -- | -- | -- | -- | ---- | -- |
| 1    | Sting de Chicago     | 120 | 24 | 12 | 1  | 11 | 50 | 49 | +1   | 44 |
| 2    | Blizzard de Toronto  | 117 | 24 | 13 | 1  | 10 | 46 | 33 | +13  | 35 |
| 3    | Cosmos de New York   | 115 | 24 | 12 | 1  | 11 | 43 | 42 | +1   | 39 |
| 4    | Rowdies de Tampa Bay | 87  | 24 | 8  | 1  | 15 | 43 | 61 | -18  | 35 |

- Qualification directe pour les séries éliminatoires
- Wild-card pour les séries éliminatoires

### Division Ouest
| Rang | Équipe                    | Pts | J  | G  | Gt | P  | Bp | Bc | Diff |    |
| ---- | ------------------------- | --- | -- | -- | -- | -- | -- | -- | ---- | -- |
| 1    | Sockers de San Diego      | 118 | 24 | 11 | 3  | 10 | 51 | 42 | +9   | 40 |
| 2    | Whitecaps de Vancouver    | 117 | 24 | 11 | 2  | 11 | 51 | 48 | +3   | 43 |
| 3    | Strikers du Minnesota     | 115 | 24 | 12 | 2  | 10 | 40 | 44 | -4   | 35 |
| 4    | Roughnecks de Tulsa T     | 98  | 24 | 10 | 0  | 14 | 42 | 46 | -4   | 38 |
| 5    | Earthquakes de Golden Bay | 95  | 24 | 7  | 1  | 16 | 61 | 62 | -1   | 49 |

- Qualification directe pour les séries éliminatoires
- Wild-card pour les séries éliminatoires

T : Tenant du titre

### Résultats
Source : wildstat.com
| Résultats (▼dom., ►ext.)                                   | CHI | NY   | TAM | TOR | GB   | MIN  | SAD  | TUL  | VAN  | CHI | NY  | TAM | TOR  | GB  | MIN | SAD | TUL | VAN |
| Sting de Chicago                                           |     | 1-2  | 3-2 | 0-2 | 4-2  | 2-1  | 2-3A | 3-2A | 3-1  |     | 1-0 |     | 1-2  | 3-6 |     |     | 3-2 |     |
| Cosmos de New York                                         | 0-5 |      | 1-0 | 2-1 | 0-1  | 3-4  | 3-1  | 3-1  | 2-1  |     |     | 5-1 | 2-1A |     |     | 2-0 |     | 2-1 |
| Rowdies de Tampa Bay                                       | 2-0 | 3-2A |     | 1-0 | 2-1  | 1-2A | 5-1  | 0-2  | 4-1  | 2-3 |     |     |      | 5-4 | 3-0 |     | 5-1 |     |
| Blizzard de Toronto                                        | 0-1 | 4-0  | 9-3 |     | 5-3  | 2-0  | 2-1  | 2-0  | 1-2A |     |     | 1-0 |      |     | 2-0 | 2-0 |     | 1-2 |
| Earthquakes de Golden Bay                                  | 2-3 | 1-3  | 9-0 | 2-0 |      | 2-3  | 2-3A | 4-1  | 2-3A |     | 3-4 |     | 2-3A |     |     | 1-2 | 1-3 | 3-2 |
| Strikers du Minnesota                                      | 3-2 | 1-0  | 1-0 | 1-2 | 2-1  |      | 3-4A | 1-0  | 3-2A | 3-2 | 3-2 |     |      | 1-2 |     | 0-4 |     |     |
| Sockers de San Diego                                       | 1-2 | 2-1  | 1-0 | 2-1 | 2-3A | 0-2  |      | 3-2  | 2-1  | 4-0 |     | 5-1 |      |     |     |     | 6-0 | 3-2 |
| Roughnecks de Tulsa                                        | 2-1 | 2-3  | 1-0 | 1-2 | 3-1  | 4-1  | 3-1  |      | 0-1  |     | 2-0 |     | 5-0  |     | 0-1 |     |     | 3-1 |
| Whitecaps de Vancouver                                     | 1-0 | 2-1  | 3-0 | 2-1 | 5-3  | 3-2  | 2-0  | 3-2  |      | 4-5 |     | 5-3 |      |     | 1-2 |     |     |     |
| - Victoire à domicile - Match nul - Victoire à l'extérieur |     |      |     |     |      |      |      |      |      |     |     |     |      |     |     |     |     |     |

A Quand un score est suivi d'une lettre, cela signifie que le match en question s'est terminé par une séance de tirs au but. Si le score inscrit est 3-2, cela signifie que l'équipe gagnante a remporté la séance de tirs au but après un match nul 2-2 à l'issue de la prolongation.

## Séries éliminatoires

### Règlement
- Les champions de divisions sont qualifiés pour les séries éliminatoires. Les deux meilleurs bilans restants toutes divisions confondues également.
- Chaque tour se dispute au meilleur des trois matchs, avec match aller et match d'appui éventuel sur le terrain de la tête de série la plus élevée. Chaque match doit avoir un gagnant. Au bout de 90 minutes, en cas d'égalité, une prolongation de 30 minutes a lieu. S'il y a toujours égalité, une séance de tirs au but a lieu.

### Tableau
|  | Demi-finales                | Demi-finales                | Demi-finales                | Demi-finales                |                      |                      | Soccer Bowl '84       | Soccer Bowl '84       | Soccer Bowl '84       | Soccer Bowl '84       |
|  |                             |                             |                             |                             |                      |                      |                       |                       |                       |                       |
|  | 18, 23 et 28 septembre 1984 | 18, 23 et 28 septembre 1984 | 18, 23 et 28 septembre 1984 | 18, 23 et 28 septembre 1984 |                      |                      | 1er et 3 octobre 1984 | 1er et 3 octobre 1984 | 1er et 3 octobre 1984 | 1er et 3 octobre 1984 |
|  | (1) Sting de Chicago        | (1) Sting de Chicago        | 0 - 3 - 4                   | 0 - 3 - 4                   |                      |                      | 1er et 3 octobre 1984 | 1er et 3 octobre 1984 | 1er et 3 octobre 1984 | 1er et 3 octobre 1984 |
|  | (1) Sting de Chicago        | (1) Sting de Chicago        | 0 - 3 - 4                   | 0 - 3 - 4                   |                      |                      | 1er et 3 octobre 1984 | 1er et 3 octobre 1984 | 1er et 3 octobre 1984 | 1er et 3 octobre 1984 |
|  | (4) Whitecaps de Vancouver  | (4) Whitecaps de Vancouver  | 1a. p. - 1 - 3              | 1a. p. - 1 - 3              |                      |                      | 1er et 3 octobre 1984 | 1er et 3 octobre 1984 | 1er et 3 octobre 1984 | 1er et 3 octobre 1984 |
|  | (4) Whitecaps de Vancouver  | (4) Whitecaps de Vancouver  | 1a. p. - 1 - 3              | 1a. p. - 1 - 3              | (1) Sting de Chicago | (1) Sting de Chicago | 2 - 3                 | 2 - 3                 |                       |                       |
|  | 18 et 21 septembre 1984     |                             |                             |                             | (1) Sting de Chicago | (1) Sting de Chicago | 2 - 3                 | 2 - 3                 |                       |                       |
|  |                             |                             | (3) Blizzard de Toronto     | (3) Blizzard de Toronto     | 1 - 2                | 1 - 2                |                       |                       |                       |                       |
|  | (2) Sockers de San Diego    | (2) Sockers de San Diego    | (3) Blizzard de Toronto     | (3) Blizzard de Toronto     | 1 - 2                | 1 - 2                | 1 - 0                 | 1 - 0                 |                       |                       |
|  | (2) Sockers de San Diego    | (2) Sockers de San Diego    |                             |                             |                      |                      |                       | 1 - 0                 |                       |                       |
|  | (3) Blizzard de Toronto     | (3) Blizzard de Toronto     | 2 - 1                       | 2 - 1                       |                      |                      |                       |                       |                       |                       |
|  | (3) Blizzard de Toronto     | (3) Blizzard de Toronto     | 2 - 1                       | 2 - 1                       |                      |                      |                       |                       |                       |                       |

## Récompenses individuelles
| Trophée                            | Joueur                                             | Club                      |
| ---------------------------------- | -------------------------------------------------- | ------------------------- |
| Meilleur joueur (saison régulière) | Slaviša Žungul                                     | Earthquakes de Golden Bay |
| Meilleur joueur (finale)           | Manuel Rojas (match 1) Patricio Margetic (match 2) | Sting de Chicago          |
| Meilleur buteur                    | Slaviša Žungul                                     | Earthquakes de Golden Bay |
| Meilleur rookie                    | Roy Wegerle                                        | Rowdies de Tampa Bay      |
| Meilleur entraîneur                | Ron Newman                                         | Sockers de San Diego      |